# Triskîni, Sarnî
Triskîni (în ucraineană Тріскині) este un sat în comuna Remciîți din raionul Sarnî, regiunea Rivne, Ucraina.

## Demografie
Componența lingvistică a localității Triskîni
     Ucraineană (99,73%)
     Alte limbi (0,27%)
Conform recensământului din 2001, majoritatea populației localității Triskîni era vorbitoare de ucraineană (99,73%), existând în minoritate și vorbitori de alte limbi.